# Roberta Lepri
Roberta Lepri (Città di Castello, 1965) è una scrittrice italiana.

## Biografia
Nata a Città di Castello, si è laureata in Lettere moderne all'Università di Siena con una tesi su Michelangelo.
Ha debuttato nel 2003 con Sulla terra, a caso, a cui hanno fatto seguito numerosi altri romanzi - spaziando dal thriller al genere storico, alla narrativa contemporanea - e la raccolta di racconti Il volto oscuro della perfezione, ispirati a delitti e misteri della storia dell'arte.
Vive a Grosseto.

## Opere (selezione)

### Romanzi
- Sulla terra, a caso, ExCogita, Milano 2003 ISBN 9788887762570
- L'ordine inverso di Ilaria, Guida Editori, Napoli, 2005 ISBN 9788871889962
- L'amore riflesso, Guida Editori, Napoli, 2006 ISBN 9788860422286
- La ballata della Mama Nera, Avagliano, Napoli, 2009 ISBN 9788883092954
- Io ero l'Africa, Avagliano, Napoli 2013 ISBN 9788883093807
- Facciamo tardi, Edizioni del Gattaccio, Milano, 2018 ISBN 9788898914593
- Hai presente Liam Neeson?, Voland, Roma, 2021 ISBN 9788862434607
- Dna Chef, Voland, Roma, 2023 ISBN 9788862435147
- La gentile, Voland, Roma, 2024 ISBN 9788862435574

### Racconti
- Il volto oscuro della perfezione, Avagliano, Napoli 2011 ISBN 9788883093142

## Riconoscimenti
- Premio Cimitile, 2005[3]
- Premio Letterario Chianti, 2024[4][5]